# Франция на «Евровидении-2008»
Франция на конкурсе песни Евровидение 2008 года была представлена певцом Себастьеном Телье с песней Divine. Выступление Франции ознаменовалось тем, что эта песня стала первой в истории участия Франции в конкурсах, исполненной на английском языке.

## Подготовка к конкурсу

### Отбор
Внутренний отбор во Франции на кандидатуру певца, который должен отправиться на Евровидение, проводился в феврале, а в марте уже официально был утверждён кандидат — Себастьен Телье, известный музыкант-мультиинструменталист. Песня, по его мнению, стала трибьютом Beach Boys и Juicy Fruits (из мюзикла 1974 года «Phantom of the Paradise»).

### Критика
Франция с момента своего дебюта на конкурсе песни Евровидение 1956 года всегда выступала с песнями на французском языке. Телье, представив англоязычный текст песни, собирался стать первым певцом, певшим не на родном языке. Это стало вызывать возмущение многих зрителей, хотя France Télévisions заверяли, что песня может стать более популярной, если будет исполняться именно на английском языке. Сторонники защиты французского языка подвергли критике выбор телеканала France 3 и стали настойчиво требовать замены песни или её перевода на французский, заявляя, что Себастьен подрывает авторитет Франции. Французский депутат Франсуа-Мишель Гонно потребовал от имени всех французских граждан предпринять меры и заставить Телье изменить своё решение.
В защиту певца высказался его продюсер Марк Тессье дю Крос, сказав, что французский вариант песни никто не поймёт в Европе. Сам Телье пошёл на небольшую уступку, добавив несколько строчек на французском языке: Toi et moi, c'est comme tu sais, pour moi l'amour chante en français. Себастьен утверждал, что не выбирал песню для Евровидения, поскольку это сделал телеканал France 3, к тому же Себастьен готов был написать песню для конкурса по просьбе делегации. В итоге организаторы конкурса Евровидение отказали представителям Франции в просьбе изменить текст песни.
В результате конфликта право выбора песен для Евровидения передали авторскому обществу Франции SECAM.

## Выступление
В канун проведения конкурса в новом формате Франция была освобождена от обязательного выступления в полуфинале как страна из так называемой «Большой четвёрки» (Великобритания, Франция, Германия и Испания). Эти страны были основными спонсорами Европейского вещательного союза и конкурса песни «Евровидение», поэтому они освобождались от финала, но сохраняли право голосовать в полуфинале. В финале Франция выступала под 19-м номером.
Себастьен Телье выступал в сопровождении пятерых бэк-вокалистов из группы SGS (Soul & Gospel Singers): ими были Фалон Таюн, Шелия Масри, Абигель Деби, Станислас Деби и Мари Джемали. Все бэк-вокалисты носили фальшивые усы и бороды, копируя имидж певца. Решение о включении этих бэк-вокалистов было принято в последний момент: Телье собирался петь фактически а капелла только при сопровождении хора, однако правилами не предусматривалось присутствие более шести человек на сцене во время выступления конкурсанта. В начале выступления Телье выехал на сцену на электромобиле для гольфа, а в один из моментов специально надул гелиевый шарик, значительно повысив тембр голоса. Гелиевый шарик, по словам певца, олицетворял Землю.
Оценки всем участникам Евровидения-2008 давал русскоязычный интернет-проект «Евровидение-Казахстан», выставляя по 10-балльной шкале оценки инструментальной композиции, тексту песни и вокальным данным каждого конкурсанта. Автор проекта Андрей Михеев, выделив оригинальность песни, отметил, что исход выступления будет зависеть целиком от номера:

- Музыка: Почему-то сравнения у меня напрашиваются с Боснией этого же года... А вообще, конечно, в стиле 70х с зачатками электроники. 8/10
- Текст: Без комментариев.
- Вокал: Оригинальный вокал и вокальная группа. 8/10
- Итог: Здесь все зависит от номера. Если солист будет просто бурчать в микрофон в окружении бэк-вокальной группы и клавишника - то, естественно, не идет никуда. 7/10

Председатель российского фан-клуба OGAE Антон Кулаков высоко оценил песню и предсказал, что у Франции есть шанс занять более высокие места по сравнению с прошлыми годами:

- Музыка: Очень позитивная музыкальная тема. Приятная и удачная. Быстро заедает. 9/10
- Текст: В общем любовь, трансформации сознания и прочее. Никакой вам линдбломовщины. 8/10
- Вокал: Вокал весьма неплох. 8/10
- Итог: Вряд ли повторит «успех» прошлых лет. 9/10

По совпадению, выступавший под 19-м номером Телье в итоге занял как раз 19-е место, набрав 47 очков.
Конкурс комментировали на французском телевидении телерадиоведущий Жюльен Лепер и модельер Жан-Поль Готье.

## Голосование

### Баллы, отданные Францией
| 12 баллов | Португалия |
| 10 баллов | Турция     |
| 8 баллов  | Исландия   |
| 7 баллов  | Швейцария  |
| 6 баллов  | Болгария   |
| 5 баллов  | Албания    |
| 4 балла   | Дания      |
| 3 балла   | Украина    |
| 2 балла   | Хорватия   |
| 1 балл    | Швеция     |

| 12 баллов | Армения              |
| 10 баллов | Турция               |
| 8 баллов  | Португалия           |
| 7 баллов  | Сербия               |
| 6 баллов  | Израиль              |
| 5 баллов  | Испания              |
| 4 балла   | Румыния              |
| 3 балла   | Греция               |
| 2 балла   | Босния и Герцеговина |
| 1 балл    | Россия               |

| 12 баллов | 10 баллов          | 8 баллов           | 7 баллов                     | 6 баллов            |
| --------- | ------------------ | ------------------ | ---------------------------- | ------------------- |
|           |                    | - Исландия - Литва |                              | - Эстония           |
| 5 баллов  | 4 балла            | 3 балла            | 2 балла                      | 1 балл              |
| - Дания   | - Армения - Швеция | - Андорра - Латвия | - Финляндия - Великобритания | - Норвегия - Польша |